# Mark McCarthy
Pour les articles homonymes, voir McCarthy.
Mark McCarthy est un bodyboardeur sud-africain originaire de Richards Bay. Il participe à l'IBA World Tour 2011.